# 呪物崇拝

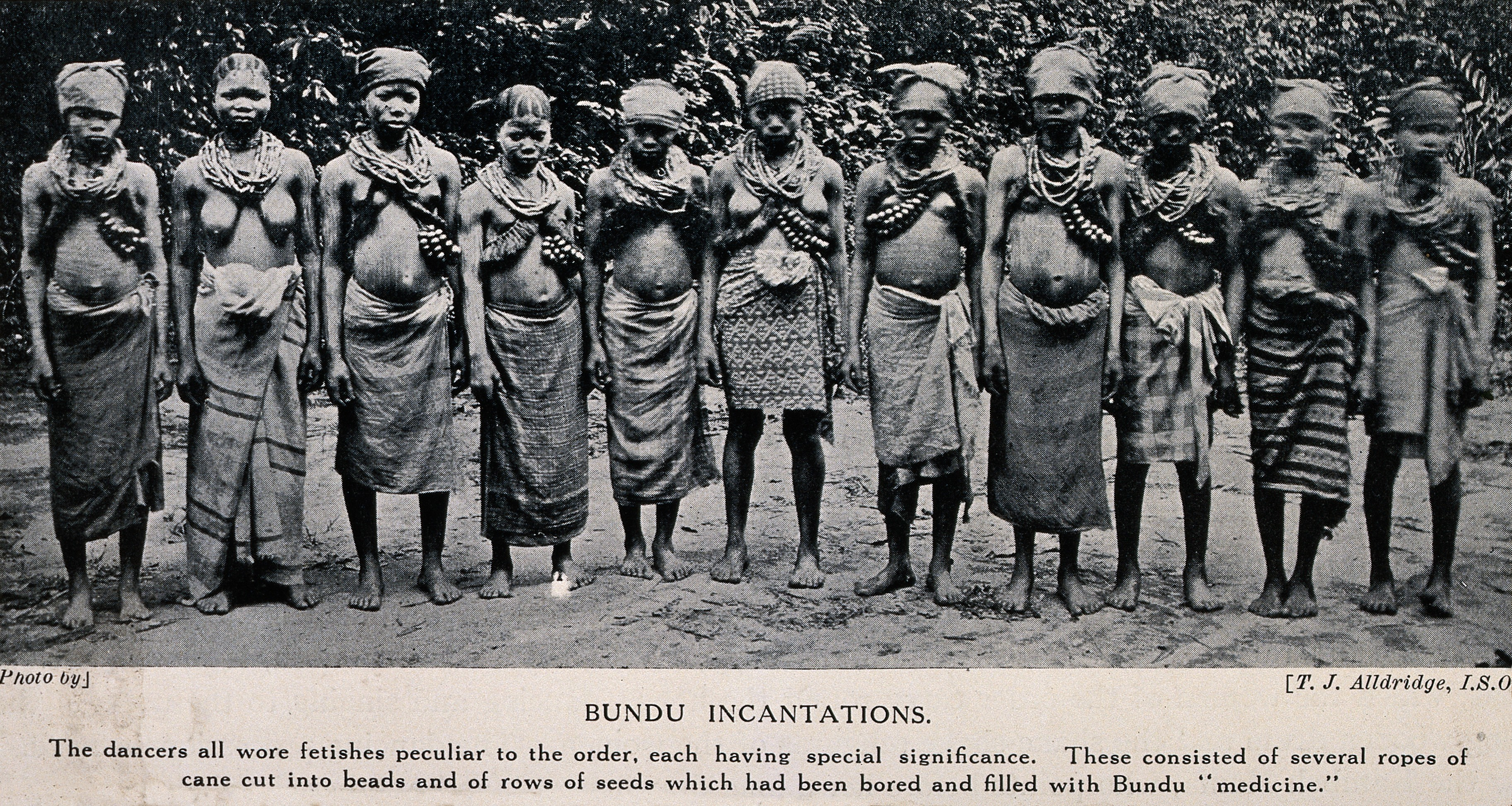
サンデ社会に入門する10代の少女たち（西アフリカ・シエラレオネ）「踊り子たちは皆、それぞれに特別な意味を持つ教団特有のフェティッシュを身につけていた。これらは、ビーズにカットされた数本のサトウキビのロープと、穴を開けてブンドゥ（サンデ）の薬を詰めた種子の列で構成されていた」

呪物崇拝 (じゅぶつすうはい、英語：Fetishism，フランス語：Fétichisme) とは、フェティッシュ（呪物または物神）に対する崇拝を意味し、呪術的宗教の一つの形態である。
未開社会、古代社会、未開宗教にみられる信仰で、呪物が人間に禍福をもたらすと信じて儀礼の対象とすることである。人工物や簡単に加工した自然物に対する崇拝の総称とされている。アニミズムとも深い関わりを持つ。
死霊や精霊など人格的な霊魂と結びついた呪物の崇拝を霊物崇拝、非人格的な呪力と結びついた呪物の崇拝を呪物崇拝として区別することがあるが、通常はこの両者を含めて呪物崇拝あるいはフェティシズムとよんでいる。
ハッドンは神の象徴である偶像を神の容器ではないとし、呪物崇拝と偶像崇拝とを区別した。
崇拝の対象となるフェティッシュとは、超自然的な力を備えていると信じられる自然物（石とか植物の種子）で、とりわけ、人間が造った物品で、普通の製作品を凌駕する、圧倒的に大きな超自然的な力を備えるもののことである。フランス語のフェティシュ（fétiche）から来ているが、この語はポルトガル語の「フェイティソ（呪符・護符 feitiço ）」から転用された語で、更に遡ると、「製作する」という意味のラテン語の動詞 facere から派生した形容詞 facticius、すなわち「人工の（もの）」が元々の語源にある。
ウィリアム・ピーツはフェティッシュの対象の特徴の一つに「還元不可能な物質性」を挙げている。

## 歴史
このフェティッシュという概念は、1757年に、西アフリカの宗教と古代エジプトの宗教における魔術的位相を比較研究していた折に、シャルル・ド・ブロスによって造られたものである。ド・ブロスと18世紀の彼の同僚の学者たちは、この概念を、進化論を宗教に適用する目的で使った。宗教の進化に関する理論において、ド・ブロスは、呪物崇拝（フェティシズム）がもっとも初期の（もっとも原始的な）宗教の段階に当たり、これに続いて多神教と唯一神教の段階があるのであり、宗教における抽象化思考の進展を示していることを主張した。
19世紀においては、ハーバート・スペンサーなどの哲学者たちは、呪物崇拝が「原初宗教」であったとするド・ブロスの理論を否定した。一方オーギュスト・コントはド・ブロスの系譜を受け継いだ上で、多神論の前段階に位置づけた。同じ世紀において、E・B・タイラーやJ・F・マクレナンなどの人類学者や比較宗教学者たちが、呪物崇拝を説明するため、アニミズムやトーテミズムの理論を発展させた。タイラーは、フェティシズムをフェティッシュの存在を前提にしたものだとはっきりと観念している。
タイラーとマクレナンは、呪物崇拝の概念を通じて宗教歴史学者たちは、人間と神のあいだの関係から人間と物品のあいだの関係へと、関心を切り替えることが可能になったと考えた。彼らはまた、この概念によって、彼ら自身が歴史と社会学における中心問題として「誤謬」だと見なしていた、自然の出来事に関する因果的説明のモデルが確立されたとも考えた。

## 儀式

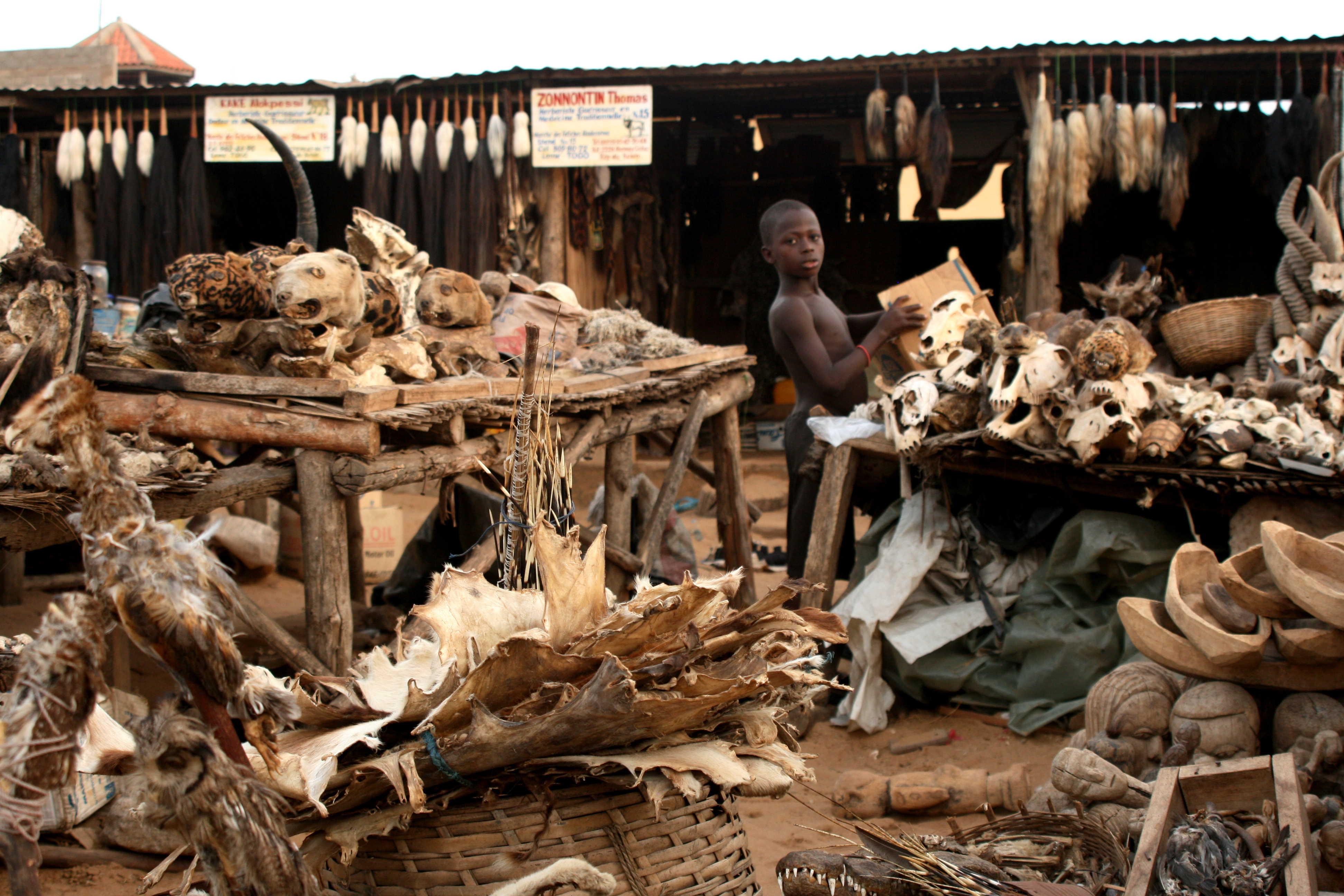
トーゴ、ロメのブードゥー・呪物市場（2008年)

理論的には、呪物崇拝はあらゆる宗教にあって存在するが、宗教の研究でのこの概念の用例は、伝統的な西アフリカの宗教的信仰や、そこから派生したヴードゥー教の研究から導出された。
血液はしばしば、もっとも魔力の強い呪物あるいは呪物の原料と見なされた。アフリカの幾つかの地域では、白人の髪の毛がまた魔力が強いと考えられていた。

## 日本
日本の言語と歴史に精通した学者、作家、外交官であるウィリアム・ジョージ・アストンは著作『Shinto: the Way of the Gods』において、日本には竈神への信仰があるが、神殿の偶像に向かって行う礼拝とは異なり、日本では竈（台所）に向かって礼拝が行われたとした。アストンによると、熱田神宮の剣はもともと供物であり、後に神聖なものとなった。呪物崇拝の事例として熱田神宮の剣は、御霊代（みたましろ）の一つであり、一般的には神体（しんたい）と呼ばれるとし、御霊と神体の区別がつかない者も多く、神体を神の実体と混同している者もいたと解説している。例えば、竈そのものを神体でなく神として祀ることを挙げている。不完全な神の象徴と呪物崇拝との間の曖昧さは、肖像が多くの場合で使われないことによると述べた。特定の物理的な物に特別な徳を与えることで、非常に不完全な象徴の役割しか与えられていない神の存在を忘れてしまう傾向さえあると述べている。
加藤玄智は神道における呪物崇拝の例として、宝石、刀、鏡、スカーフを挙げていた。加藤は都市部を離れ農村部に入ると、アニミズム、呪物崇拝、男根崇拝の痕跡をたくさん見つけることができると述べている。
加藤玄智は十種神宝を呪物とするだけでなく、三種の神器も同様の性格を保持しており、東インド諸島の原住民のプサカや中央オーストラリア人のチュリンガとの類似性を指摘した。草薙剣は神剣の霊験によって超自然的な保護（御利益）を得られるとされ、草薙剣を神格化して尾張国熱田に祀ったのが、現在の熱田神宮だとした。天照大神は孫の瓊瓊杵尊（ににぎのみこと）が地上に降りる際に鏡を授け、鏡を自分の崇高な御魂と見なして、天上で彼女を崇拝するのと同じように鏡を崇拝するように命じており、日本書紀では鏡を拝むという宗教意識の極致である鏡の神格化が行われたと指摘している。
さらに比売許曽神社の祭神である阿加流比売神（あかるひめのかみ）は赤い玉であったが、神格化され神となった。神代ではイザナギノミコトの首にかけられた宝石が神格化されて、御倉板挙之神（みくらたな神）とよばれた。文徳天皇の時代、常陸国大洗の海岸で、ある夜突然2つの石の呪物が不思議な光を放って現れ、それが大洗磯前神社に祀られている大己貴命（おおなむちのみこと）と少彦名命（すくなひこなのみこと）であるとの託宣があったという。淡路島にある厳橿（いずかし）神社の神体は、伊勢神宮の鏡を模した神鏡が安置されている賢所(かしこどころ)で孝明天皇が着用した履物で、御目太（おまぶと）として親しまれており、地元住民の間では、祈願すれば病気の痛みが取れて治ると信じられていた。古事記によると、伊邪那美命に追われて伊耶那岐神が黄泉国から逃げ還った際、黄泉比良坂を塞いだ千引の石を完全に神格化して道返之大神とした。
世界大百科事典によれば、伊勢の御師が神田の種下ろしに使ったという鍬を神体にした鍬神信仰があり、さらに世界宗教用語大事典によると、御鍬祭（みくわさい、おくわまつり）では鍬形を神として崇め、農事を祈るが、加藤玄智は伊勢神宮神田での儀礼用の鍬や鋤は呪物として神格化されたという。久延毘古とも呼ばれる「山田のそほど」は田んぼに設置された鳥よけのかかしを神格化した神として知られる。
ロイ・アンドリュー・ミラーは国体の本義と教育勅語もしばしば呪物（または物神）として崇拝され、神棚に謹んでおかれ保管されたとしている。

## 「フェティシズム」の他の用例
- シャルル・ド・ブロスが1760年に匿名で出版した『フェティシュ諸神の崇拝』にて人類最古の信仰形態を『フェティシズム』と命名した（fetico=護符の意味）。
- 19世紀、『フェティシュ諸神の崇拝』のドイツ語訳を読んだカール・マルクスは、資本主義における重要な要素である貨幣が持つ交換の媒介としての機能の根源を物神崇拝（フェティシズム、呪物崇拝）に求め、フェティシズムの用語を流用した（「物象化」を参照）。
- さらに後に、ジークムント・フロイトが、生命のない物品や人間の特定の身体部位などを愛情の対象とする、ある種の性的倒錯の形態を説明するため、この概念を流用した。これは「性的フェティシズム」と呼ばれるが、今日の日常的な日本語では、フェティシズムというとき性的フェティシズムを指すことが一般である。